# Uderzenie pociskami manewrującymi na Asz-Sza’irat
Uderzenie pociskami manewrującymi na Asz-Sza’irat – amerykański atak pociskami manewrującymi BGM-109 Tomahawk na syryjską bazę lotniczą Asz-Sza’irat przeprowadzony 7 kwietnia 2017 roku.

## Zdarzenie

Ogólna sytuacja strategiczna w Syrii w kwietniu 2017

Na rozkaz Donalda Trumpa, 60 pocisków zostało wystrzelonych z niszczycieli USS „Porter” (DDG-78) i USS „Ross” (DDG-71) znajdujących się na Morzu Śródziemnym. Według władz USA była to odpowiedź na domniemany atak chemiczny w Chan Szajchun przeprowadzony jakoby 4 kwietnia przez Siły Zbrojne Syrii. Był to pierwszy bezpośredni atak Stanów Zjednoczonych przeciwko rządowi Baszszara al-Asada. W wyniku ataku zostały zniszczone między innymi samoloty Su-22 i MiG-23 oraz część bazy lotniczej. Pomimo tego, baza powróciła do użytku już następnego dnia.
Na amerykańskim ataku de facto skorzystali terroryści ISIL, którzy tego samego dnia zaatakowali wioskę Al-Furklus w muhafazie Himsu, a także uderzyli na pozycje armii pod Palmyrą we wschodniej części kraju.

## Reakcje
- Syria: Dowództwo Sił Zbrojnych Syrii potępiło atak USA, oświadczając, że amerykański atak rakietowy naruszył międzynarodowe prawo i czynił Stany Zjednoczone partnerem organizacji terrorystycznych[9]. Syryjczycy też stanowczo odrzucili oskarżenia, jakoby ich armia używała broni chemicznej[10]. W podobnym tonie wypowiadał się prezydent Assad w wywiadzie dla AFP, wskazując, że USA potrzebowały pretekstu do ataku przeciw Syrii[11].
- Rosja: Dmitrij Pieskow stwierdził, że uderzenie było pogwałceniem prawa międzynarodowego i poważnie zaszkodziło relacjom amerykańsko-rosyjskim[2]. Rosja zapowiedziała też wzmacnianie obrony przeciwlotniczej w Syrii[12].
- Stany Zjednoczone: Atak poparła m.in. Hillary Clinton[2].
- ONZ: Przedstawiciel Boliwii w ONZ porównał tłumaczenia Stanów Zjednoczonych do ich tez o broni masowego rażenia w Iraku, które posłużyły do inwazji zbrojnej w 2003[13].